# Глеле
Глеле (фр. Glélé; 1814 — 1889) — король Дагомеи (1858—1889).
Придя к власти в Дагомее в 1858 году, после смерти своего отца Гезо, Глеле продолжил его успешную военную кампанию, преследуя цели мести за гибель отца и захвата как можно большего количества рабов. Глеле также подписал ряд договоров с Францией, которая ранее приобрела концессии в Порто-Ново. В результате переговоров французы получили грант на свободную торговлю в Котону на время правления Глеле.
Глеле сопротивлялся дипломатическим инициативам Британской империи, выступавшей против работорговли на Африканском континенте.
Несмотря на формальное прекращение работорговли и её запрет со стороны великих держав, на деле рабство в Дагомее до сих пор имело место. В частности, рабы часто использовались во время жертвоприношений.
К концу царствования Глеле его отношения с Францией ухудшились в связи с разногласиями между ними относительно французской концессии в Котону. В последние годы жизни король не имел возможности самостоятельно вести переговоры с французами ввиду слабого здоровья, и это делал его старший сын и будущий преемник, Беханзин.